# حنفي الأبهة (فلم)
حنفي الأبهة هو فيلم مصري عرض عام 1990، بطولة عادل إمام وفاروق الفيشاوي وهدى رمزي ومجدي وهبة، من تأليف بسيوني عثمان ومن إخراج محمد عبد العزيز.

## قصة الفيلم
تدور أحداث الفيلم حول حنفي الأبهة الذي يقوم بسرقة محل مجوهرات مع شركائه الثلاثة، خيري ورشاد وبدوي، ويستحوذ على الحقيبة المسروقة، ويخفيها لدى أخيه أحمد، قبل القبض عليهم يتمكن شركاؤه الثلاثة من الهرب ويخطفون دعاء زوجة أحمد حتى يستعيدوا الحقيبة.
يتولى المقدم شريف القضية ويوافق رؤساؤه على الإفراج المؤقت لحنفي ليرشده عن مكان زملائه، ويأتي أحمد بالحقيبة لتسليمها للصوص عند سكة القطار، ويأتي حنفي والمقدم شريف سرا للقبض على اللصوص، لكن محاولتهم باءت بالفشل، حيث هرب اللصوص، ويهرب قبل ذلك أحمد، لعلمه بخدعة اللصوص، ومعه الحقيبة. وتموت زوجة أحمد بعد اغتصاب اللصوص لها. يقومون بعد ذلك بملاحقة أحمد والحصول على الحقيبة بأي طريقة كانت، فيلاحقون أحمد إلى الاستاد الرياضي، ويضربه خيري بالسكين، يدخل أحمد إلى المستشفى في حالة خطرة. يتمكن حنفي من الحصول على الحقيبة ويخفيها في الاستاد الرياضي.
و بعد مرور الأحداث تصل الحقيبة للصوص، ويقوم خيري بخداع زميليه رشاد وبدوي ويقتلهما ويحاول الهروب بالحقيبة، ويأتي حنفي لأرض المعركة، ويستعيد الحقيبة ويقتل خيري ويعود إلى السجن.

## طاقم التمثيل
- عادل إمام: (حنفي الأبهة)
- فاروق الفيشاوي: (شريف بركات - مفتش المباحث)
- هدى رمزي: (عبلة - زوجة شريف بركات)
- مجدي وهبة: (خيري)
- مصطفى متولي: (رشاد)
- عبد الله محمود: (أحمد صابر - أخو حنفي)
- رجاء الجداوي: (خيرية - والدة عبلة)
- يوسف داود: (موسى بيه - والد عبلة)
- علا رامي: (منى - أخت شريف بركات)
- عبد السلام محمد: (صابر - والد حنفي وأحمد)
- حسن العدل: (بدوي)
- منى إبراهيم: (المعلمة نوسة)
- نهى العمروسي: (دعاء زوجة أحمد)
- هندية: (نعمت الراقصة)
- يوسف فوزي: (مأمور السجن)
- محمد إمام: (طفل الاستاد)
- فايق عزب: (اللواء عبد الخالق أبو العينين)
- محمد الأدنداني: (بواب عمارة شريف)
- فؤاد فرغلي: (الحشاش)
- محمد زين
- نعيم عيسى: (الزوج المخدوع)
- زينب عبده: (الزوجة الخائنة)
- رأفت راجي: (ضابط بالسجن)
- سامي عطايا
- ثريا عز الدين: (راكبة الأسانسير)
- محمد مندور: (راكب الأسانسير)
- عبد الجواد متولي: (ضابط شرطة)
- حسين عرعر: (السفرجي)
- صلاح صادق: (بواب)
- أحمد رضوان
- حمدي مرسي
- صالح العويل: (عسكري بالسجن)
- إبراهيم الطوخي: (ابن عم خيري وأحد أعوانه)
- ليلى عبد الحكيم: (السيدة الأنيقة)
- نبوية السيد: (والدة حنفي)
- صباح محمود
- أحمد العضل: (عطوة)

## فريق العمل
- إخراج: محمد عبد العزيز
- تأليف: بسيوني عثمان
- مدير التصوير: محسن نصر
- مونتاج: رشيدة عبد السلام
- موسيقى تصويرية: حسن أبو السعود
- إنتاج: أوزوريس فيلم
- توزيع داخلي: أفلام مصر الجديدة
- توزيع خارجي: الشركة اللبنانية للتجارة والاستثمار السينمائي (صبّاح إخوان)

## روابط خارجية
- مقالات تستعمل روابط فنية بلا صلة مع ويكي بيانات